# Уховёртка обыкновенная
Уховёртка обыкновенная, европейская уховёртка, или клещак (лат. Forficula auricularia) — всеядное насекомое из отряда кожистокрылых. Часто селится в сельских районах рядом с жильём человека, где причиняет вред сельскохозяйственным и огородным культурам. С другой стороны, уничтожает других огородных вредителей, например тлю. Активна в сумерки и ночью, днём прячется в тёмных и сырых укрытиях. Способна летать, но делает это крайне редко. Народное название — двухвостка, однако настоящие двухвостки — совсем другой отряд класса скрыточелюстных. Уховёрток также иногда называют щипалками.

## Описание
Тело продолговатое, уплощённое, окрашено в каштаново-коричневый цвет сверху и тёмно-коричневый снизу. Голова сердцевидной формы, скошена вниз, отделена от туловища щитовидной переднеспинкой. От головы тянутся нитевидные усики, состоящие из 11-14 члеников, длиной около двух третей от длины туловища. Глаза очень маленькие — меньше, чем расстояние от глаз до заднего края головы. Передние крылья склеротизированы, то есть представляют собой короткие, лишённые жилкования, кожистые надкрылья, получившие название тегмен. Задние крылья широкие, перепончатые, с радиально расположенными жилками. В полёте уховёртка держит тело почти вертикально. Складывая крылья, она дважды подворачивает их под надкрылья. Несмотря на развитые крылья, насекомое пользуется ими крайне неохотно, предпочитая передвигаться с помощью конечностей. Ноги бегательного типа, грязновато-жёлтые, состоят из трёх сегментов. Длина взрослых самок 12—14 мм, самцов 13—17 мм.
Наиболее яркая деталь строения тела — форцепсы (пара клещей, или щипцов) на конце туловища, которые представляют собой видоизменённые церки, задние усики у некоторых групп насекомых. Форцепсы развиты у обоих полов, однако у самцов они более крупные, снабжены зубчиками с внутренней стороны и закруглены, как клещи, тогда как у самок почти прямые и гладкие. Насекомое использует этот орган как для удержания добычи, так и для защиты. Если протянуть к уховёртке руку, она выгнет заднюю часть туловища и выставит щипцы навстречу опасности. Уховёртка способна проколоть кожу до крови, но человека кусает только в целях самозащиты. Самцы обыкновенной уховёртки полиморфичны: встречаются особи с разной массой, шириной головы, размерами форцепсов.

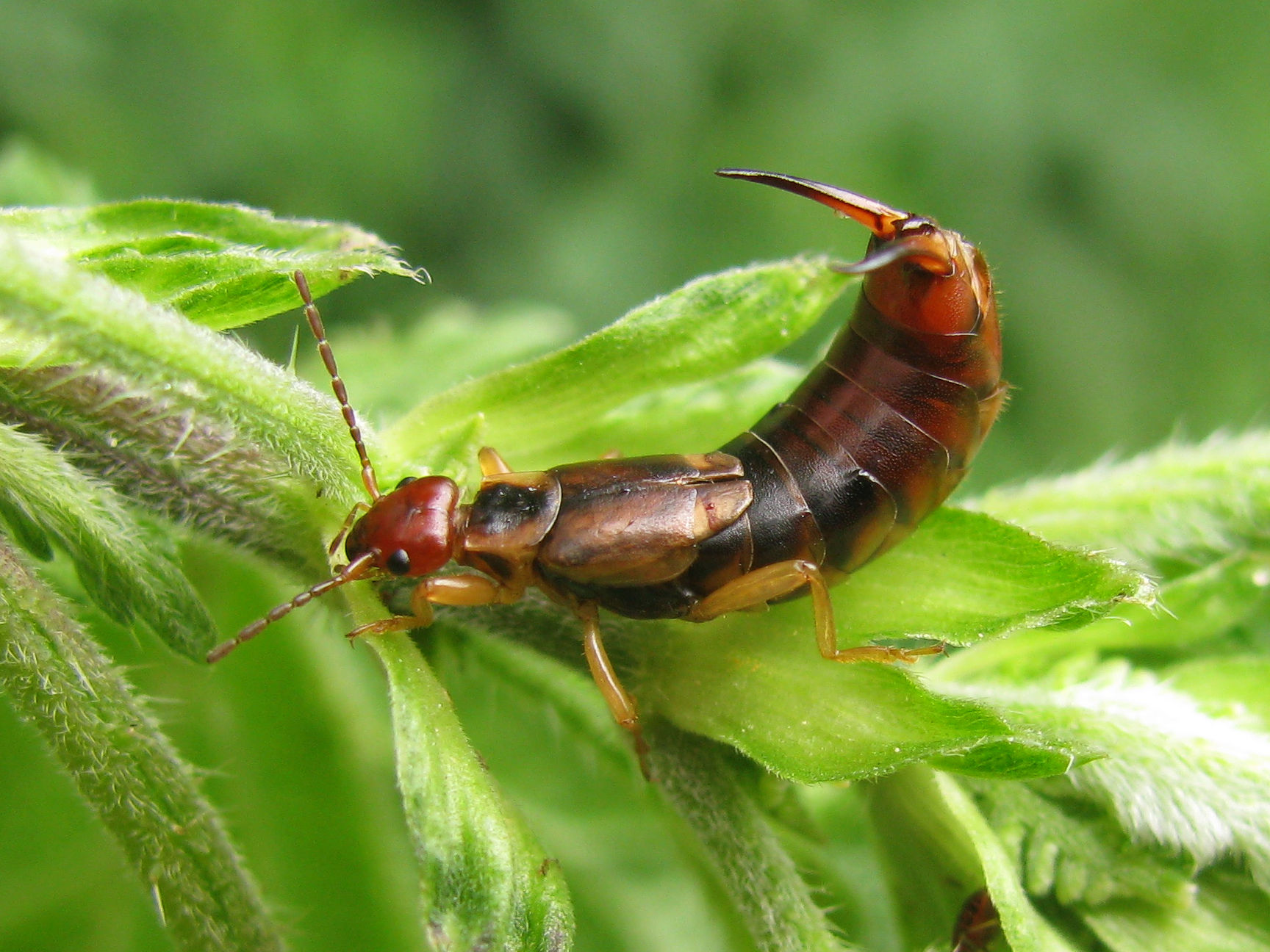
Защитная поза

## Распространение
Родина обыкновенной уховёртки — Европа, Западная Азия, возможно Северная Африка. В Европе распространена почти повсеместно. На территории России встречается в европейской части и на юге Западной Сибири, в Казахстане до междуречья Волги и Урала, южнее к востоку до Ашхабада и гор Копетдаг. Помимо природного ареала, насекомое было интродуцировано в Северной Америке, Австралии и Новой Зеландии. На американском континенте обыкновенная уховёртка была впервые зафиксирована в Сиэтле в 1907 году, откуда быстро распространилась на северную часть континента к югу до южной Калифорнии, Аризоны и Северной Каролины.

## Образ жизни

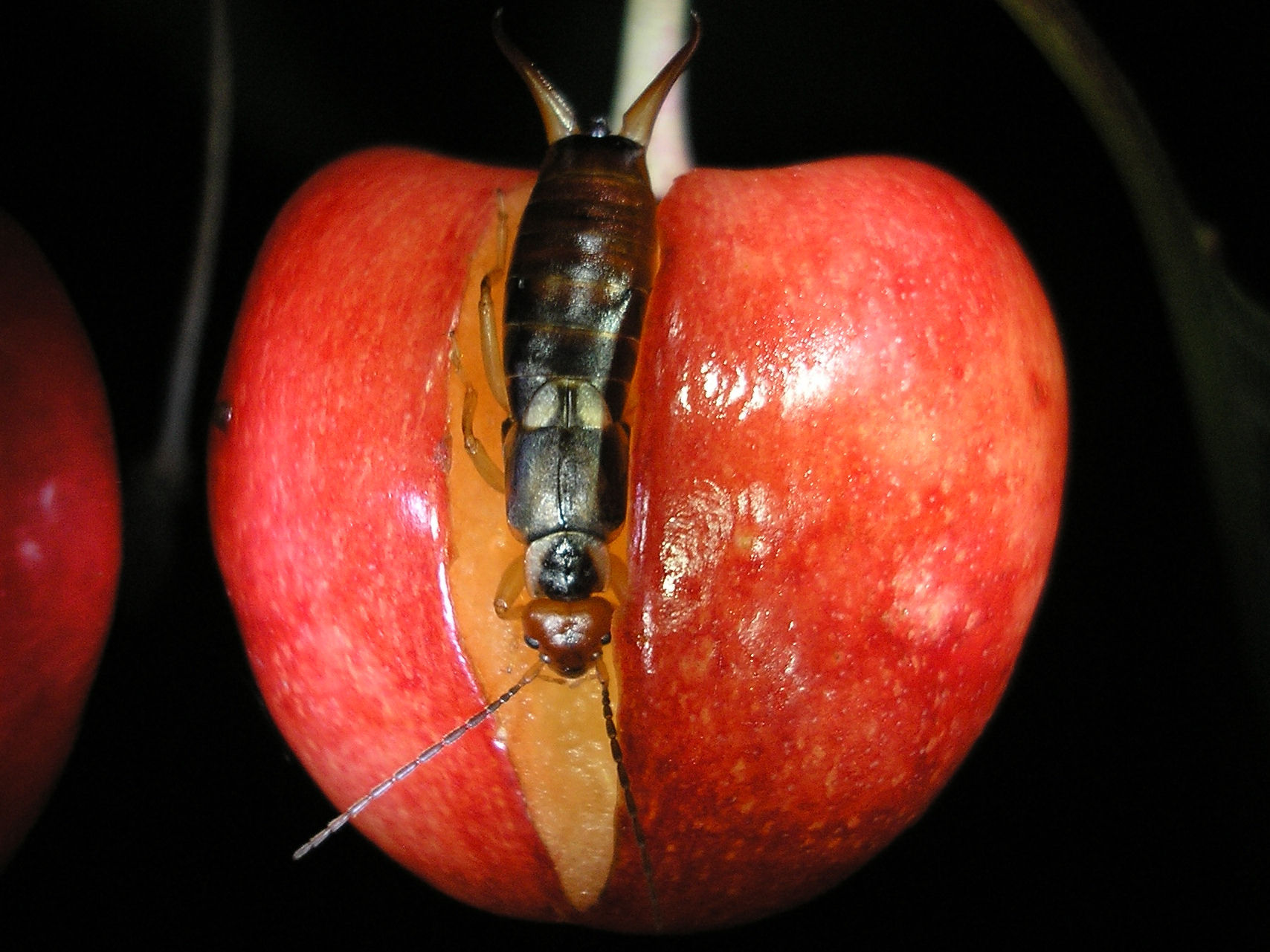
Ночью на черешне

В светлое время суток прячется в труднодоступных сырых и прохладных местах: складках пожухлых листьев, соцветиях, древесных расщелинах, под камнями и поваленными деревьями. Ночью выползает из укрытий и отправляется на поиски корма. Погодные условия оказывают существенное влияние на активность насекомого. Наиболее подвижна в тёплые дни, когда разница между дневными и ночными температурами сокращается до минимума. Предпочитает пасмурную и ветреную погоду, однако при высокой относительной влажности предпочитает оставаться в укрытии.
Всеядна, при поедании животной пищи считается скорее падальщиком, чем хищником. Кормится тлёй, паутинными клещами и другими малоподвижными беспозвоночными на всех стадиях развития, а также их останками. Наносит ущерб пчёлам, забираясь в ульи и за раз съедая до 300 мг мёда и перги.
Помимо кормов животного происхождения, питается различными частями растений, пыльцой, лишайниками, мхами, водорослями. Способна нанести существенный урон сельскохозяйственным и цветочным культурам, особенно в сухие тёплые годы. Поедает мякоть плодов деревьев и кустарников: яблоки, груши, персики, вишню, чёрную смородину. Уховёртка часто неспособна прогрызть жёсткую защитную кожицу и в первую очередь выбирает потрескавшиеся, переспелые плоды, а также повреждённые птицами и другими любителями фруктов, либо упавшие на землю. Кроме того, она часто отдыхает на прикрытом листом основании плода и оставляет на нём множественные экскременты в виде чёрных точек. В годы большой активности существенный урон может нанести огородным культурам, в листьях которых уховёртки оставляют мелкие дырки. Авторы перечисляют множество культурных растений, среди которых фигурируют такие обычные, как горох, свёкла, капуста, сельдерей, огурец, латук, картофель, томат и ревень. Насекомые способны выживать длительное время в амбарах и упаковках с более жёсткими зерновыми культурами, а также хмелем.

## Жизненный цикл

Стадии развития самца

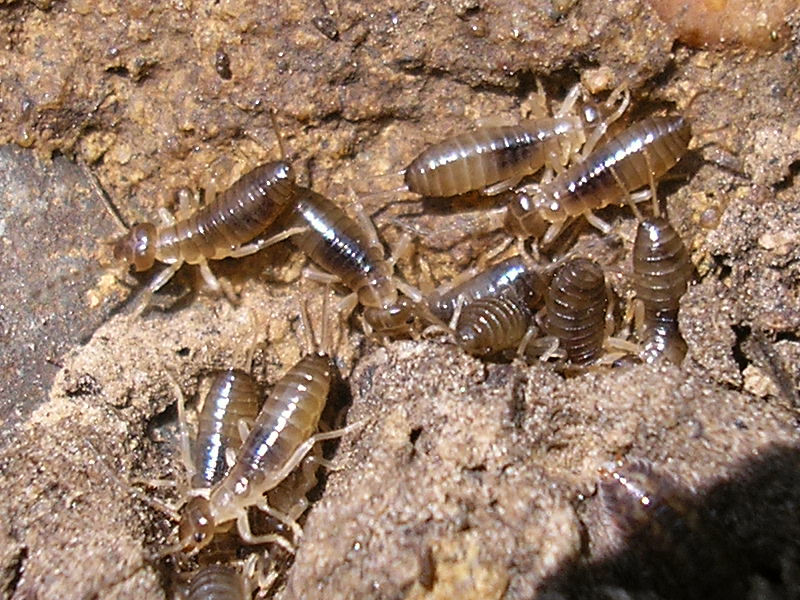
Личинки

В течение первого года жизни уховёртка проходит через все стадии развития — яйца, личинки и взрослого насекомого (так называемое неполное превращение).
Спаривание происходит в конце лета либо в начале осени. Спустя пару месяцев после этого самка самостоятельно либо вместе с партнёром выкапывает нору во влажном субстрате. Это углубление, которое служит одновременно зимним убежищем и местом для гнезда, может состоять из одного или нескольких туннелей длиной около 5—8 см (изредка до 15 см), с единственным или множественными выходами на поверхность. В конце норы самка делает расширение и на исходе зимы откладывает в нём яйца. Закончив кладку, самка остаётся рядом и становится агрессивной по отношению к самцу и другим уховёрткам, отгоняет их. Лабораторный эксперимент в террариуме, проведённый сотрудниками Университета Британской Колумбии, показал, что самка постоянно заботится о кладке, перемещает яйца в пределах гнезда, выбирая более влажное место. Когда сотрудник отодвигал одно или несколько яиц в сторону, самка сдвигала их обратно в общую кучу. Анализ полученных данных показал, что самка 89 % времени находилась буквально на яйцах, лишь изредка покидая гнездо.
Зимняя кладка обычно состоит из 30—60 яиц. Ранней весной самка может отложить повторно, на этот раз не более 20 яиц. Яйца желтовато-белого цвета, овальной формы, размером около 1,13 × 0,85 мм. К концу инкубации, которая длится от 56 до 85 дней, они разбухают от влаги и становятся чуть ли не вдвое больше.
По данным из Британской Колумбии, личинки первого помёта появляются на свет в мае, второго — в июне. В обоих случаях к августу насекомые достигают взрослого состояния, за лето четырежды сменяя кожный покров (линяя). С самого начала личинки напоминают взрослых особей, но отличаются от них меньшими размерами (как общими, так и пропорциями) и цветом. Только что вылупившиеся уховёртки серовато-бурые, длиной около 4,2 мм. В этом возрасте крылья почти не развиты, форцепсы едва заметны. С каждой линькой окраска тела темнеет, органы постепенно принимают очертания взрослого насекомого. Промежуточные стадии между линьками продолжаются 18—24, 14—21, 15—20 и около 21 дня. К августу, когда наступает сезон спаривания, молодые особи уже готовы к размножению. Отмечено, что тёплая погода способствует более быстрому развитию насекомого на стадии яйца и личинки.

## Уховёртка и человек
Название насекомого указывает на старое поверье, согласно которому уховёртка способна залезть в ухо спящего человека и прогрызть барабанную перепонку. Интересно, что такое же объяснение даётся не только русскому, но также англоязычному названию насекомого — earwig. Насекомое действительно выбирает укромные места для отдыха, однако случаи обнаружения их в ушах и других органах человека практически неизвестны и маловероятны. Англоязычные источники полагают, что с большой долей вероятности произошло смещение первоначального слова ear-wing («крыло в форме уха»), которое указывало на необычную для насекомых форму заднего крыла, напоминающего ушную раковину.